# Taalplanning
Taalplanning is de bewuste poging van een regering, niet-gouvernementele organisatie of zelfs van individuele personen om de functie en structuur van een taal en/of de manier waarop deze taal wordt aangeleerd in positieve of negatieve zin te beïnvloeden. Taalplanning zowel op levende als op dode talen betrekking hebben en is daarmee een breder begrip dan taalpolitiek. Deze laatste term heeft meer specifiek betrekking op het taalbeleid ten aanzien van minderheidstalen in een land of streek.
Het doel van taalplanning kan bijvoorbeeld met taalideologie te maken hebben. Een bepaalde taal kan een specifieke bestemming en een bepaalde status krijgen. Een wezenlijk onderdeel van op ideologie gebaseerde taalplanning is bijvoorbeeld de taalreanimatie, dat wil zeggen pogingen om een sterk bedreigde of dode taal weer als communicatiemiddel te gebruiken en/of deze taal aan meer of nieuwe moedertaalsprekers te helpen. Voorbeelden van min of meer geslaagde reanimaties zijn behalve het Hebreeuws ook het Cornisch en het Latijn, de enige dode taal die tegenwoordig een rol heeft als voertaal op Wikipedia.
Het ontwerpen van kunsttalen wordt meestal ook gezien als een vorm van taalplanning. Het hoofddoel is in dit geval meestal alleen het vereenvoudigen van de interculturele communicatie. Het Esperanto, dat tegenwoordig niet alleen de functie heeft van lingua franca maar door een klein aantal sprekers zelfs als hun moedertaal wordt beschouwd, is in dit verband waarschijnlijk het meest sprekende voorbeeld.

## Politieke taalplanning
Taalplanning op politiek niveau kan worden onderverdeeld in drie categorieën: statusplanning, corpusplanning en taalverwervingsplanning.